# خیابان ابن بابویه

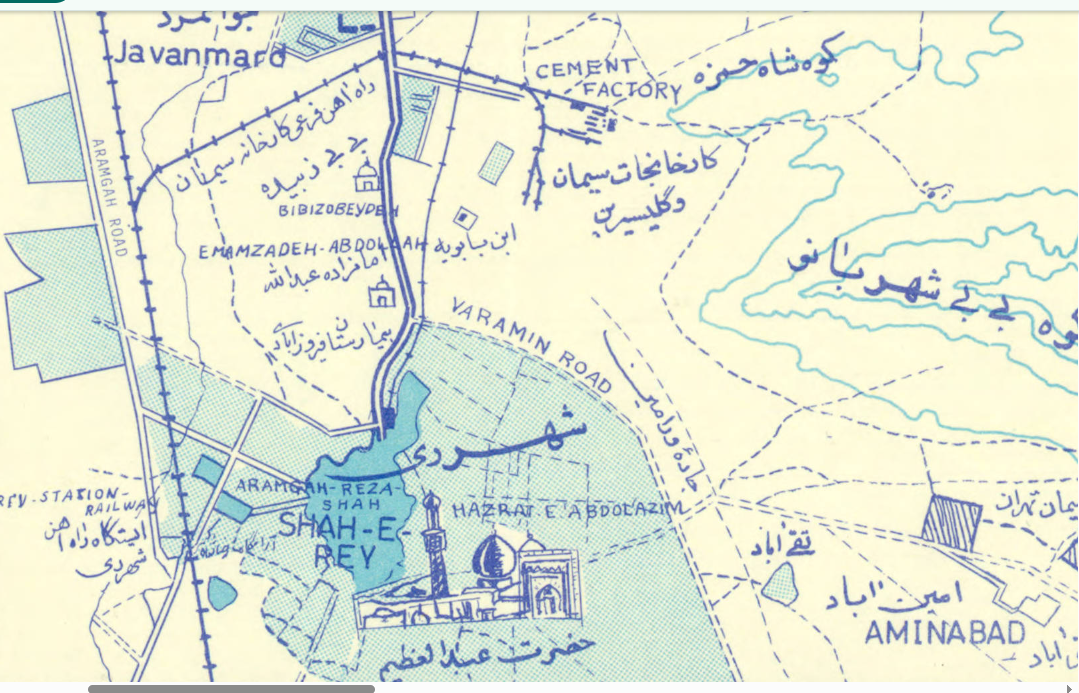
آرامگاه ابن بابویه (مرکز) در نقشه شهر ری و حومه در سال ۱۳۴۶ خورشیدی

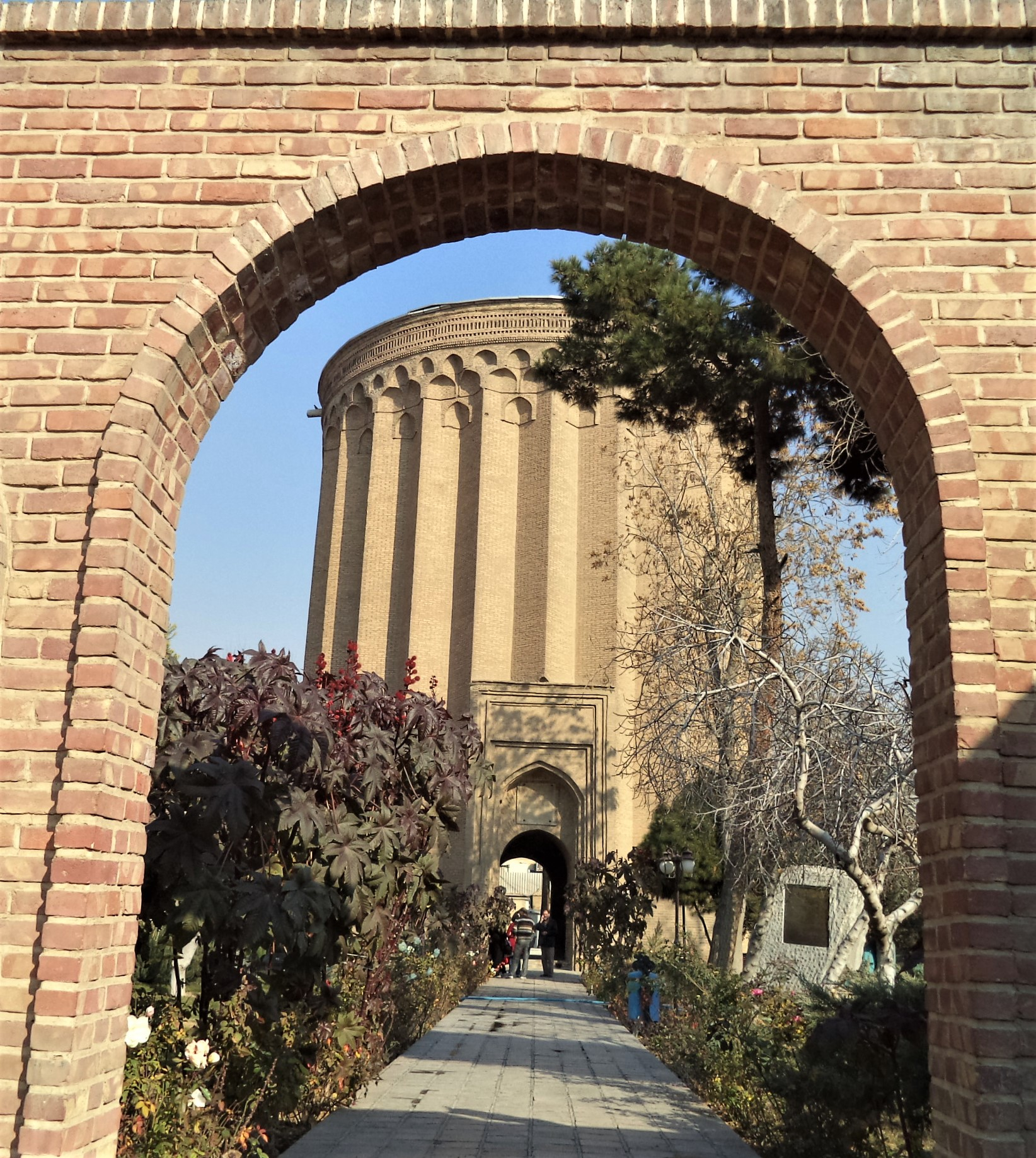
برج طغرل

خیابان ابن بابویه با شماره‌گذاری معابر خیابان ۳۴۳ تهران یکی از خیابان‌های شهر ری واقع در جنوب تهران است. چشمه علی، سنگ نگاره فتحعلی شاه، باروی ری، دژ رشکان، برج طغرل، گورستان ابن بابویه و آرامگاه ابن بابویه (آرامگاه شیخ صدوق) در این خیابان قرار دارند.